# Warleson
Warleson Steillon Lisboa Oliveira plus communément appelé Warleson est un footballeur brésilien né le 31 août 1996 à Cuiabá dans l'État du Mato Grosso au Brésil. Il évolue au poste de gardien de but.

## Biographie
Warleson est formé au CA Paranaense où il ne reçoit jamais sa chance en équipe « A ». Prêté à Sampaio Corrêa, un des clubs les plus en vue du championnat Maranhense. On lui connaît une apparition officielle. 
En 2019, il fait l'objet d'un transfert vers l'Independiente São-Jose qui évolue dans une plus anonyme « Segunda divisão » du championnat Paranaense. 
Il tente ensuite l'aventure européenne et arrive au Cercle Bruges KSV en Belgique. Il s'entraîne un moment avec le club qui lutte pour son maintien en Jupiler League puis se voit offir un contrat jusqu'au terme de la saison . Il œuvre comme doublure du gardien français Thomas Didillon. L'engagement du jeune portier brésilien est prolongé pour la saison 2021-2022. Il reçoit quelques titularisations en championnat et deux en Coupe de Belgique 2021-2022.
Le 16 mars 2021, Warleson prolonge son contrat avec le Cercle Bruges jusqu'en juin 2023.